# مجتمع التخلص

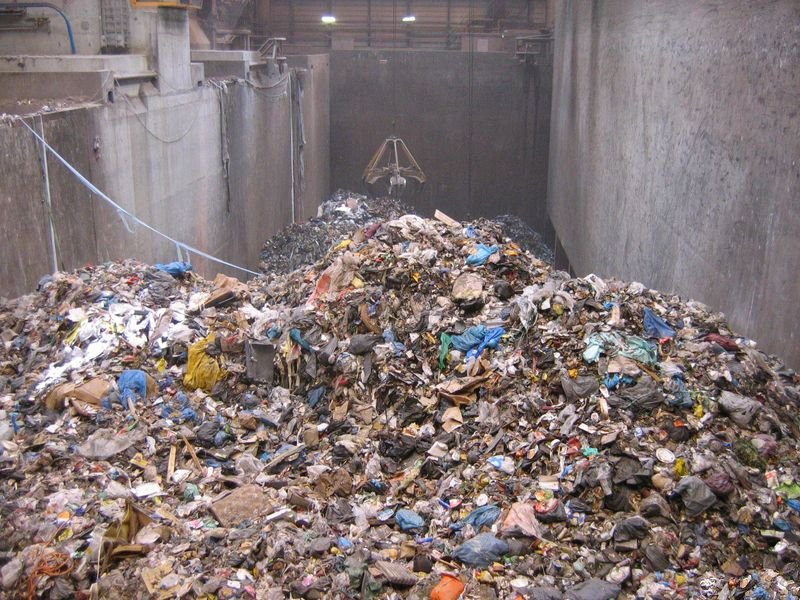
مكب نفايات مُراقَب

مجتمع التخلص (بالإنجليزية: Throw-away society) هو مجتمع بشري متأثر بشدة بالنزعة الاستهلاكية. يصف المصطلح وجهة نظر نقدية للاستهلاك المفرط والإنتاج المفرط للسلع قصيرة العمر أو التي يمكن التخلص منها على السلع المعمرة التي يمكن إصلاحها، ولكن في الأصل، كان يُنظر إليها على أنها سمة إيجابية.

## أصل المصطلح
نشرت مجلة لايف في عددها الصادر في 1 أغسطس 1955 مقالاً بعنوان حياة التخلص "Throwaway Living". تم الاستشهاد بهذه المقالة على أنها المصدر الذي استخدم لأول مرة مصطلح «مجتمع التخلص».

## ارتفاع نفايات التعبئة والتغليف
نتيجة للنمو الاقتصادي، شهدنا زيادة في الإنتاج وزيادة في نفايات المنتجات خلال القرن الماضي. بين بداية جمع النفايات في مدينة نيويورك في عامي 1905 و 2005، كان هناك ارتفاع بمقدار عشرة أضعاف في «نفايات المنتج» (مواد التعبئة والتغليف والمنتجات القديمة)، من 92 إلى 1,242 رطلاً (42 إلى 563 كجم) للفرد في السنة. تمثل الحاويات والتغليف الآن 32 في المائة من جميع النفايات الصلبة البلدية. تشكل السلع غير المعمرة (المعرفة كمنتجات مستخدمة لمدة تقل عن ثلاث سنوات) 27 في المائة، بينما تشكل السلع المعمرة 16 في المائة.

## خدمة الطعام وتغليف المواد الغذائية المتاح
كانت أدوات المائدة التي تستخدم لمرة واحدة جزءًا أساسيًا من إستراتيجية الأعمال لسلسلة مطاعم الوجبات السريعة في الولايات المتحدة. من أجل أن يعمل نموذج العمل، وجدت سلاسل الوجبات السريعة أنه من المفيد اقتصاديًا إقناع المستهلكين من خلال الحملات الإعلانية بحمل أدوات المائدة الخاصة بهم إلى صناديق النفايات، وذلك لتجنب نفقات العمالة المتكبدة في طاولات المقاصة. من خلال إنشاء العرف الذي يتم فيه تشجيع العملاء على حمل المستهلكات، يمكن تعويض بعض التكاليف الداخلية لأدوات المائدة التي تستخدم لمرة واحدة.
في عام 2002، بدأت تايوان في اتخاذ إجراءات للحد من استخدام أدوات المائدة التي تستخدم لمرة واحدة في المؤسسات والشركات، وتقليل استخدام الأكياس البلاستيكية. سنويًا، كانت الدولة التي يبلغ عدد سكانها 17.7 مليون نسمة تنتج 59,000 طن متري (58,000 طن كبير؛ 65,000 طن صغير) من نفايات أدوات المائدة التي يمكن التخلص منها و 105,000 طن متري (103,000 طن كبير؛ 116,000 طن صغير) من أكياس النفايات البلاستيكية، وقد تم اتخاذ تدابير متزايدة في سنوات منذ ذلك الحين لتقليل كمية النفايات. في عام 2013، حظرت إدارة حماية البيئة في تايوان (EPA) تمامًا استخدام أدوات المائدة التي تستخدم لمرة واحدة في 968 مدرسة ووكالات حكومية ومستشفيات في البلاد. ومن المتوقع أن يزيل الحظر 2,600 طن متري (2,600 طن كبير؛ 2,900 طن صغير) من النفايات مثل الأكواب التي يمكن التخلص منها سنويًا.
في ألمانيا، النمسا، وسويسرا، تم سن قوانين تحظر استخدام حاويات الطعام والشراب التي تستخدم لمرة واحدة في الأحداث واسعة النطاق. تم تطبيق هذا الحظر في ميونيخ، ألمانيا منذ عام 1991، وينطبق على جميع مرافق وشركات وأحداث المدينة. وهذا يشمل الأحداث من جميع الأحجام، بما في ذلك الكبيرة جدًا (سوق عيد الميلاد، سوق أوير دولت فير، مهرجان أكتوبر وماراثون مدينة ميونيخ). للمناسبات الصغيرة التي يتواجد فيها بضع مئات من الأشخاص، رتبت المدينة شركة تقدم تأجير الأواني الفخارية ومعدات غسالة الصحون. جزئياً من خلال هذه اللائحة، خفضت ميونخ النفايات الناتجة عن مهرجان أكتوبر، الذي يجذب عشرات الآلاف من الناس، من 11000 طن متري في عام 1990 إلى 550 طنًا في عام 1999.
تنتج الصين حوالي 57 مليار زوج من عيدان تناول الطعام ذات الاستخدام الواحد سنويًا، يتم تصدير نصفها. حوالي 45 في المائة من الأشجار – حوالي 3.8 مليون منها – معظمها من خشب القطن، البتولا، والتنوب، والباقي مصنوع من الخيزران. تستخدم اليابان حوالي 24 مليار زوج من هذه المستهلكات سنويًا، وعلى مستوى العالم يتم التخلص من حوالي 80 مليار زوج من قبل حوالي 1.4 مليون شخص. يبلغ عمر عيدان تناول الطعام القابلة لإعادة الاستخدام في المطاعم 130 وجبة. في اليابان، مع تلك التي تستخدم لمرة واحدة والتي تكلف حوالي 2 سنت وتلك التي يمكن إعادة استخدامها تكلف عادة 1.17 دولار، فإن المواد القابلة لإعادة الاستخدام أفضل من تكلفة التعادل البالغة 2.60 دولار. بدأت الحملات في العديد من البلدان للحد من هذه النفايات في إحداث بعض التأثير.

## النفايات والوضع الاجتماعي والاقتصادي
غالبًا ما يتم شحن القمامة الناتجة عن ارتفاع المنتجات التي يتم التخلص منها من الدول الغنية إلى الدول الفقيرة، مما يتسبب في مشاكل بيئية واجتماعية للدول النامية. أبرزها الشحنات الكبيرة للنفايات من أمريكا الشمالية وأوروبا الغربية إلى إفريقيا وآسيا بسبب التكلفة المنخفضة نسبيًا للتخلص منها. بحلول التسعينيات، واجه أكثر من نصف جميع الدول في إفريقيا عوامل خارجية سلبية من النفايات السامة التي ألقاها البلدان الغنية. غالبًا ما يتم التخلص من النفايات، سواء السامة أو غير السامة، بدون لوائح السلامة. يتم رميها في مدافن نفايات غير مبطنة وغير منظمة حيث تلوث التربة والمياه، وحتى تحترق، مما يؤدي إلى تعميم السموم في الهواء. في الآونة الأخيرة، زادت النفايات الإلكترونية التي يتم شحنها إلى نيجيريا بسبب ارتفاع استهلاك الأجهزة الإلكترونية من قبل أمريكا الشمالية وأوروبا، حيث يتم إسقاط مئات شحنات الإلكترونيات القديمة في لاغوس، نيجيريا، كل شهر. تُشحن نسبة كبيرة من النفايات الخطرة «بقصد صريح للتخلص الرخيص (وغير الآمن)». تتلقى الصين أيضًا كميات هائلة من النفايات، غالبًا ما تكون مواد سامة، بمتوسط 1.9 مليون طن سنويًا، لأن الشركات تجد أنه من الأرخص شحن القمامة بعيدًا بدلاً من التخلص منها بنفسها.

## إهدار طعام
في عام 2004، أشارت دراسة أجرتها جامعة أريزونا إلى أن 40 إلى 50 بالمائة من جميع الأطعمة الصالحة للأكل لا تؤكل أبدًا. كل عام تقدر قيمة المواد الغذائية الصالحة للأكل بـ 43 مليار دولار يتم التخلص منها.

## صعود الاستهلاك الجماعي في أمريكا
بعد نهاية الحرب العالمية الثانية، شهدت أمريكا طفرة في الاستهلاك الشامل. كانت هناك زيادة حادة في حياة الضواحي، والتعبئة والتغليف القابل للتصرف، والسلع الملائمة، بالإضافة إلى تطوير مواد بلاستيكية جديدة. طوال الحرب العالمية الثانية، أصبحت عقلية شائعة تقضي بأن تقييد أنواع المنتجات المستهلكة خلال الحرب من خلال اتباع نظام الحصص التي وضعتها حكومة الولايات المتحدة عن كثب كان وسيلة لمساعدة جهود الحرب ومساعدة أمريكا في الفوز. ووعود الشركات المصنعة بأن الجهد الذي بذله الأمريكيون خلال الحرب من شأنه أن يسفر عن سلع فاخرة بمجرد انتهاء الحرب ساعد في تعميق إيمان الأمريكيين بالتقنين. بمجرد انتهاء الحرب، تمسك المصنعون بتلك المشاعر التي تم الترويج لها خلال الحرب. عندما صاغت مجلة لايف مصطلح حياة التخلص "Throwaway living" لأول مرة، استخدمت المجلة العبارة بطريقة إيجابية: تصور حياة أسهل وما زالت اقتصادية للقائم على رعاية المنزل. أدى ذلك إلى أن ينظر بعض الأمريكيين إلى التوفير على أنه «غير أمريكي» وهو ما يمثل تناقضًا صارخًا مع الطريقة التي رأى بها المجتمع الأمريكي التوفير قبل الحرب. أدى هذا الارتفاع في الاستهلاك إلى المجتمع الأمريكي وهو ما سمح لأمريكا بأن تصبح مجتمعًا مهملاً. أصبحت ممارسة التقادم المخطط لها، وهي عملية إنشاء منتجات بقصد تلك المنتجات التي تحتاج إلى استبدال، منتشرة على نطاق واسع. بالإضافة إلى التقادم المخطط له، كان من الشائع تغيير المنتجات بشكل طفيف كل عام لتشجيع الناس على شراء إصدار أحدث، حتى عندما لا يكون ذلك ضروريًا.

## تفاعل المرأة مع بداية مجتمع التخلص الأمريكي
لطالما النساء كانوا المتسوقون الأساسيون للأسرة والعديد من الإعلانات التي روجت لهذه السلع التي تستخدم لمرة واحدة والراحة جعلت النساء أيضًا جمهورها المستهدف. في مقالة مجلة لايف المذكورة أعلاه، ذكرت على وجه التحديد أنه «لا تحتاج ربة المنزل إلى الإزعاج» فيما يتعلق بالأعمال المنزلية المكثفة لأن المنتجات التي تستخدم لمرة واحدة ستقلل من وقت التنظيف المطلوب.
بدأت النساء في منازل الطبقة المتوسطة في كسب الدخل من أجل التمكن من شراء المزيد من هذه السلع الملائمة. قام البعض بذلك من خلال إيجاد وظيفة أكثر تقليدية، لكن العديد منهم اتجهوا أيضًا إلى أعمال تسويق متعددة المستويات مثل تابروير (علامات تجارية للبلاستيك) لتكملة دخل أزواجهن. شجعت تابروير النساء على بيع أكبر عدد ممكن من منتجات تابروير، ومع ازدياد شعبية العلامة التجارية، زاد عدد المنتجات البلاستيكية في المنازل الأمريكية أيضًا. خارج المبيعات المباشرة، ساهمت في الاستهلاك لأن النساء اللائي باعن من خلال تابروير كان لديهن حافز للحصول على الأجهزة المنزلية بمجرد وصولهن إلى هدف المبيعات الذي حددته الشركة.

## الأشكال المبكرة للمقاومة في أمريكا
على الرغم من اعتبارها في البداية سمة إيجابية يجب السعي لتحقيقها، على الأقل في وقت مبكر من عام 1967، بدأت بعض الشركات في فصل نفسها عن المعلنين الأمريكيين الآخرين. في طبعة 1967 من نيويورك تايمز، استخدمت مقالة تناقش خطط التوسع في شركة السلع الجلدية، مارك كروس، شعارًا من إعلان مارك كروس الذي نُشر مؤخرًا: «إنه مجتمع مهمل، يا رجل. اشتريها. كسرها. اضغطها. استبدلها. هل تصدق ذلك؟ مارك كروس ليس لك.»  جعلها شركة متنامية كانت تحاول التوسع في التسويق نحو المنتجات طويلة الأمد بدلاً من السلع التي يمكن التخلص منها.

## التقادم المخطط
«التقادم المخطط له» فلسفة تصنيع تم تطويرها في عشرينيات وثلاثينيات القرن الماضي، عندما أصبح الإنتاج الضخم شائعًا. الهدف هو صنع منتج أو جزء يفشل، أو يصبح أقل استحسانًا بمرور الوقت أو بعد قدر معين من الاستخدام. وصف فانس باكارد، مؤلف كتاب صناع النفايات (The Waste Makers)، الذي نُشر في عام 1960، هذا «بالمحاولة المنهجية للأعمال التجارية لجعلنا أفرادًا مسرفين للديون ومثقفين بشكل دائم».

## متانة البضائع
يجعل المنتجون السلع قابلة للتخلص منها بدلاً من كونها معمرة، لذا يجب على المستهلكين الاستمرار في إعادة شراء السلعة، وكسب المنتج إمدادًا ثابتًا من العملاء، بدلاً من الشراء لمرة واحدة. يتم تعظيم ربح الشركة عندما تكون فائدة السلعة «قصيرة بشكل غير اقتصادي»، لأن الشركات يمكن أن تنفق أقل مبلغ ممكن لإنشاء سلعة غير معمرة، والتي تبيعها بشكل متكرر للعميل.
غالبًا ما يتم استبدال البضائع حتى قبل نفاد فائدتها. غالبًا ما تكون الاستمرارية المتصورة لسلعة ما في مجتمع مهمل أقل من متانتها المادية. على سبيل المثال، بطريقة سريعة، يشتري المستهلكون أحدث عنصر جديد لأن المنتجين يسوقون أنماطًا تتماشى مع المواسم. هناك ضغوط على المنتجين للإعلان عن عدد متزايد من «المواسم»، مما يخلق أنماطًا جديدة بحيث يمكن للمستهلكين تحديث خزانات ملابسهم غالبًا عن طريق شراء ملابس رخيصة واهشة ولكن أنيقة لمواكبة اتجاهات الموضة الحالية. العناصر التي كانت تعتبر في يوم من الأيام سلعًا متينة يمكن التخلص منها الآن بشكل حصري تقريبًا، لذلك يصعب على المستهلكين الذين يرغبون في الحصول على نسخة متينة العثور على أي مكان يبيعها. كان التحول إلى استخدام لمرة واحدة ظاهريًا لأسباب مثل الراحة أو النظافة، حتى لو كان الإزعاج من استخدام نسخة متينة طفيفًا جدًا، أو لم يكن هناك زيادة مؤكدة في النظافة. يمكن أن يؤدي ذلك إلى ارتفاع التكاليف بمرور الوقت، والمزيد من النفايات المنتجة، والمزيد من الموارد المستخدمة، وسلع أقل جودة.
لم يكن هناك فقط تحرك من قبل الشركات المصنعة نحو السلع الأقل متانة والتي لا يمكن صيانتها، بل امتنع المنتجون أيضًا عن التكنولوجيا التي من شأنها أن تجعل السلع الشائعة أكثر ديمومة، مثل صناعة المصابيح الكهربائية.

## موقف الكنيسة الكاثوليكية
يتحدث البابا فرانسيس كثيرًا عن «ثقافة التخلص» حيث يتم التخلص من الأشياء غير المرغوب فيها والأشخاص غير المرغوب فيهم، مثل الذين لم يولدوا بعد، المسنين، والفقراء، كالنفايات. في رسالته العامة لوداتو سي (باللاتينية: 'Laudato si) وتعني الحمد لك، يناقش التلوث والنفايات وعدم إعادة التدوير وتدمير الأرض كأعراض لثقافة التخلص هذه.
صرح فرانسيس أنه في ثقافة الإقصاء، يُنظر حتى إلى حياة البشر على أنها يمكن التخلص منها. كما أشار إلى مخاطر هذه الثقافة فيما يتعلق بالهجرة، قائلاً: «هناك حاجة إلى تغيير الموقف تجاه المهاجرين واللاجئين من جانب الجميع، والابتعاد عن المواقف الدفاعية والخوف واللامبالاة والتهميش - وكلها نموذجية للتخلص من المهاجرين. الثقافة - تجاه المواقف القائمة على ثقافة اللقاء، الثقافة الوحيدة القادرة على بناء عالم أفضل وأكثر عدلاً وأخوّة».